# フリーキック (ラグビー)
ラグビーユニオンにおけるフリーキック（英: Free Kick）はラインアウト、スクラム時の軽度な反則（ノットストレイトなど）やフェアキャッチの後などに行われる。ペナルティの場合、審判は腕を曲げずに斜に挙げるが、フリーキックの場合は肘を直角に曲げて手を挙げる。
ペナルティキックと違いゴールを直接狙うことは出来ないが、それ以外（タッチ、ちょん蹴り、ハイパントなど）どんなキックをしてもよい。ただし、フリーキックからワンプレーを置かずにドロップゴールを狙うことは現在禁止されている。